# Giải tích phức
Giải tích phức, hay còn gọi là lý thuyết hàm biến phức, là một nhánh của toán học nghiên cứu các hàm số biến phức. Giải tích phức có nhiều ứng dụng trong nhiều ngành khác của toán học, trong đó có lý thuyết số và toán ứng dụng, ngoài ra còn có cả các ngành vật lý như động lực học chất lưu hay nhiệt động lực học.
Một trong những đối tượng chủ chốt của giải tích phức là các ánh xạ giải tích phức (thông qua chuỗi Taylor), thường gọi là các ánh xạ chỉnh hình. 

## Hàm phức
Hàm phức là một hàm trong đó đối số và hàm số nhận giá trị phức. Chính xác hơn, hàm phức là hàm mà tập xác định Ω là tập con của mặt phẳng phức và tập giá trị cũng là tập con của mặt phẳng phức.
Với một hàm phức tùy ý, cả đối số và hàm số có thể tách thành phần thực và phần ảo:
{\displaystyle z=x+iy\,} và
{\displaystyle w=f(z)=u(z)+iv(z)\,}
trong đó {\displaystyle x,y\in \mathbb {R} \,} và {\displaystyle u(z),v(z)\,} là các hàm thực.
Nói cách khác, các thành phần của hàm f(z),
{\displaystyle u=u(x,y)\,} và
{\displaystyle v=v(x,y),\,}
có thể hiểu như các hàm thực của hai biến thực, x và y.
Các khái niệm cơ bản của giải tích phức thường được giới thiệu bằng cách mở rộng các hàm thực sơ cấp (ví dụ hàm mũ, hàm lô ga rít
và các hàm lượng giác) lên miền phức.

## Đạo hàm và phương trình Cauchy-Riemann
Như trong giải tích thực, một hàm phức "trơn" w = f(z) có thể có đạo hàm tại một điểm nào đó trong miền xác định Ω. Thực tế định nghĩa đạo hàm
{\displaystyle f^{\prime }(z)={\frac {dw}{dz}}=\lim _{h\to 0}{\frac {f(z+h)-f(z)}{h}}\,}
tương tự trong trường hợp thực, với một điểm khác biệt quan trọng: Trong giải tích thực, giới hạn chỉ có thể có bằng việc di chuyển trên đường thẳng thực một chiều. Trong giải tích phức, giới hạn có được bằng cách di chuyển theo hướng bất kì trên mặt phẳng phức hai chiều.
Nếu giới hạn này tồn tại với mọi điểm z trong Ω, khi đó f(z) được gọi là khả vi trên Ω. Có thể chứng minh rằng mọi hàm khả vi f(z) đều là hàm giải tích. Đây là kết quả mạnh hơn trường hợp hàm thực. Trong giải tích thực, ta có thể xây dựng hàm f(x) có đạo hàm bậc nhất tại mọi nơi nhưng đạo hàm bậc hai không tồn tại tại một hay nhiều điểm trên tập xác định của hàm. Tuy nhiên trên mặt phẳng phức, chỉ cần f(z) khả vi bậc một trong một lân cận thì nó sẽ khả vi vô hạn trong lân cận đó.
Bằng cách áp dụng phương pháp của giải tích véc tơ để tính đạo hàm riêng của hai hàm vec tơ u(x, y) và v(x, y) vào cho hàm f(z), và xem xét hai đường đến z trong Ω, có thể chỉ ra rằng đạo hàm tồn tại nếu và chỉ nếu
{\displaystyle {\frac {\partial u}{\partial x}}+i{\frac {\partial v}{\partial x}}={\frac {\partial v}{\partial y}}-i{\frac {\partial u}{\partial y}}(=f^{\prime }(z)).\,}
Đồng nhất phần thực và phần ảo của biểu thức ta có phương trình Cauchy-Riemann:
{\displaystyle {\frac {\partial u}{\partial x}}={\frac {\partial v}{\partial y}}\qquad {\frac {\partial u}{\partial y}}=-{\frac {\partial v}{\partial x}}\,} hoặc ký hiệu khác, {\displaystyle u_{x}=v_{y}\qquad u_{y}=-v_{x}.\,}
Vi phân hệ hai phương trình đạo hàm riêng này, đầu tiên theo x, sau đó theo y ta dễ dàng chỉ ra rằng
{\displaystyle {\frac {\partial ^{2}u}{\partial x^{2}}}+{\frac {\partial ^{2}u}{\partial y^{2}}}=0\qquad {\frac {\partial ^{2}v}{\partial x^{2}}}+{\frac {\partial ^{2}v}{\partial y^{2}}}=0\,} hoặc dưới dạng ký hiệu khác, {\displaystyle u_{xx}+u_{yy}=v_{xx}+v_{yy}=0.\,}
Nói cách khác, phần thực và phần ảo của một hàm phức khả vi là các hàm điều hòa vì chúng thỏa mãn phương trình Laplace.

## Lịch sử

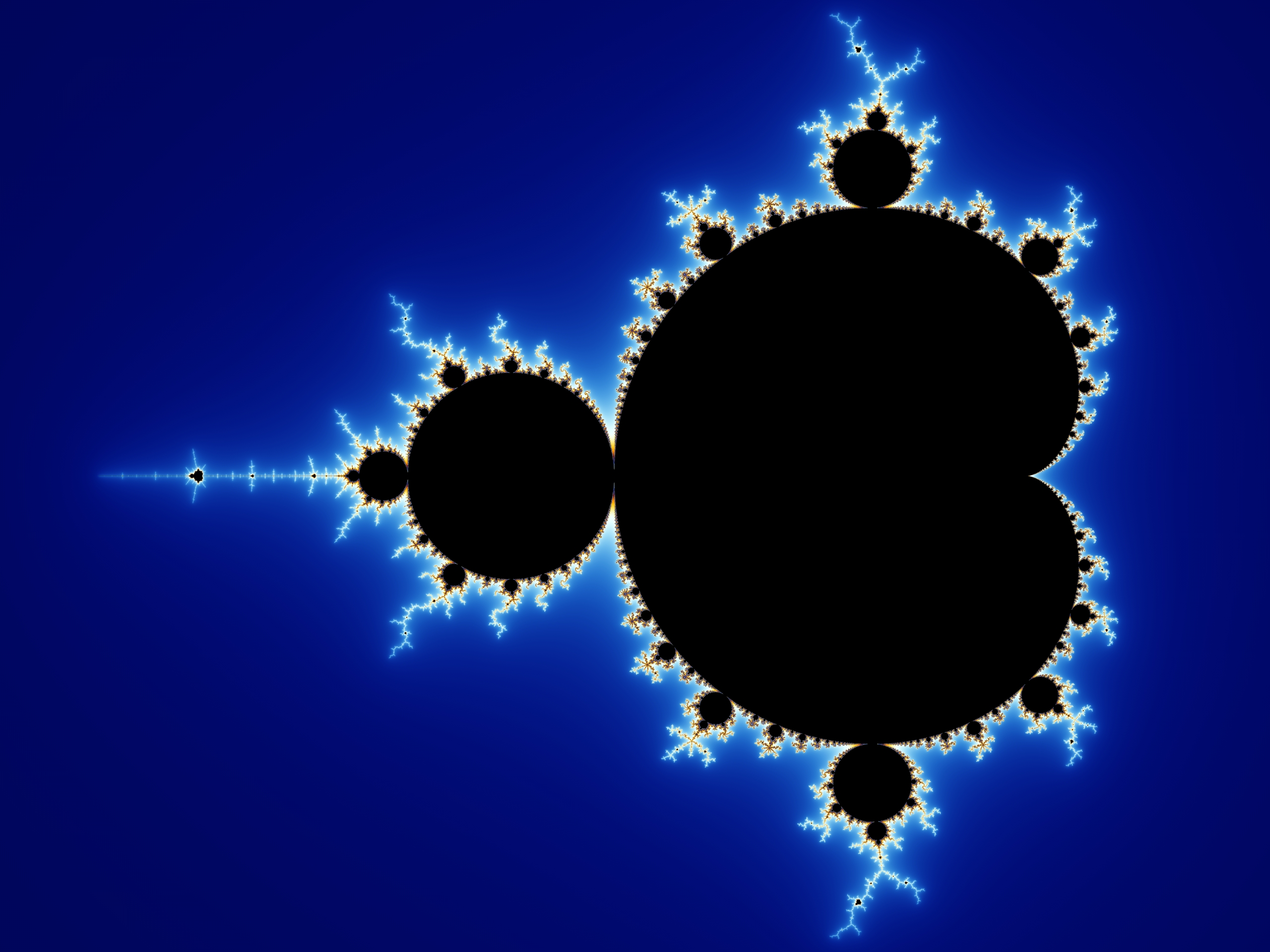
Tập Mandelbrot, ví dụ phổ biến nhất về fractal.

Giải tích phức là một trong những ngành cổ điển của toán học, bắt nguồn từ khoảng thể kỷ 19 và thậm chí có thể là trước đó. Một số nhà toán học nổi tiếng nghiên cứu lĩnh vực này như Euler, Gauss, Riemann, Cauchy, Weierstrass và nhiều nhà toán học khác ở thế kỷ 20. Giải tích phức, đặc biệt là lý thuyết về ánh xạ bảo giác, có nhiều ứng dụng trong cơ khí. Nó cũng được sử dụng trong lý thuyết số giải tích. Ngày nay giải tích phức được nghiên cứu nhiều với những ứng dụng trong động lực phức và fractal. Ứng dụng quan trọng khác của giải tích phức là trong lý thuyết dây.

## Sách tham khảo
- Ahlfors, L., Complex Analysis, 3 ed. (McGraw-Hill, 1979).
- Stephen D. Fisher, Complex Variables, 2 ed. (Dover, 1999).
- Carathéodory, C., Theory of Functions of a Complex Variable (Chelsea, New York). [2 volumes.]
- Henrici, P., Applied and Computational Complex Analysis (Wiley). [Three volumes: 1974, 1977, 1986.]
- Kreyszig, E., Advanced Engineering Mathematics, 10 ed., Ch.13-18 (Wiley, 2011).
- Markushevich, A.I.,Theory of Functions of a Complex Variable (Prentice-Hall, 1965). [Three volumes.]
- Marsden & Hoffman, Basic Complex Analysis. 3 ed. (Freeman, 1999).
- Needham, T., Visual Complex Analysis (Oxford, 1997).
- Rudin, W., Real and Complex Analysis, 3 ed. (McGraw-Hill, 1986).
- Scheidemann, V., Introduction to complex analysis in several variables (Birkhauser, 2005)
- Shaw, W.T., Complex Analysis with Mathematica (Cambridge, 2006).
- Spiegel, Murray R. Theory and Problems of Complex Variables - with an introduction to Conformal Mapping and its applications (McGraw-Hill, 1964).
- Stein & Shakarchi, Complex Analysis (Princeton, 2003)